# New Zealand Electronic Text Collection
New Zealand Electronic Text Collection (NZETC) ist ein Webportal und Archiv der Victoria University of Wellington, Neuseeland, über das Texte und Bilder digitalisierter Bücher und digital erstellten Textmaterials der Universitätsbibliothek allen Internetnutzer über Suchfunktionen und Verzeichnissen zur Ansicht und zum Teil auch als Download zur Verfügung gestellt werden. Dabei beschränkt sich die Universität aber im Wesentlichen auf Texte und Materialien, die Bezug zu Neuseeland und zu den Pazifischen Inseln haben. Das Portal ist nicht auf Studierende der Universität beschränkt, sondern frei zugänglich.

## Geschichte
Im Februar 2002 gab die Victoria University of Wellington den Start des Projektes New Zealand Electronic Text Collection bekannt. Für das Vorhaben wurde Frau Elizabeth Styron gewonnen, die bereits an der University of Virginia als Assistent Director ein ähnliches Vorhaben mit geleitet hatte. Das Projekt startete mit der Digitalisierung von den Novellen von Katherine Mansfield, einer neuseeländischen Schriftstellerin und mit zwei Mitarbeitern und man plante bis Ende des Jahres sechs oder sieben feste Stellen zu haben.
2003 wurde eine neue Kamera angeschafft, die in der Lage war Formate in der Größe von 1,5 × 1,0 Metern zu digitalisieren. Im Mai 2005 erfolgte der Start eines erneuerten Webportals, dass die Suche und das Auffinden von Texten vereinfachen und schneller machen sollte.
Im November folgte der Abschluss der Digitalisierung der Transactions and Proceedings of the Royal Society of New Zealand mit 65.000 Einträgen aus den Jahren 1868 to 1961. Im Oktober 2008 vermeldete man die Digitalisierung der ersten beiden Bände von The Cyclopedia of New Zealand, von dem der ersten Band alleine 5,1 Kilogramm wog. Die Liste der Veröffentlichungen ließe sich fortsetzen.
Von den 309.393 digitalisierten Werken – Stand 10. Februar 2017 – waren 298.508 Werke englischsprachig, 9995 Werke in Māori verfasst, 433 Werke französischsprachig, 245 Werke deutschsprachig, 165 Werke in Rarotongan verfasst und 47 Werke in Lateinisch. Dazu kamen insgesamt 87.681 digitalisierte Bilder.

## Katalogisierung
Das Archiv der Text Collection ist in folgende Themenbereich katalogisiert:
- People, (Personen)
- Projects, (Projekte)
- Works, (Arbeiten)
- Subjects, (Themen)

- - Autobiography; Biography; Journals; Correspondence, (Autobiografien, Biografien, Journale, Briefe)
  - Contemporary Māori and Pacific Islands, (Zeitgenössische Literatur zu Maori und Pazifische Inseln)
  - Historical Māori and Pacific Islands, (Historische Literatur zu Maori und Pazifische Inseln)
  - Language, (Sprachen)
  - Literary Criticism and History, (Literaturkritik und Geschichte)
  - Literature, (Literatur)
  - New Zealand History, (Neuseeländische Geschichte)
  - Science and Natural History, (Wissenschaft und Naturgeschichte)